# Râul Fătăceni
Râul Fătăceni este un râu din România, afluent al râului Glavacioc. 